# Douradina (Paraná)
Douradina is een gemeente in de Braziliaanse deelstaat Paraná. De gemeente telt 6.853 inwoners (schatting 2009).